# Tridentella brandtae
Tridentella brandtae is een pissebed uit de familie Tridentellidae. De wetenschappelijke naam van de soort is voor het eerst geldig gepubliceerd in 2008 door Bruce.